# America

Cele două Americi

America este o zonă geografică împărțită în general în trei subzone: America de Nord, America Centrală și America de Sud. Este cunoscută și sub numele de Lumea Nouă.
Deseori prin America se mai desemnează și Statele Unite ale Americii (SUA), o  federație de state din America de Nord.
Suprafața totală a Americii este de 42.549.000 km2.

## Geografie
America este formată din două mari subcontinente care despart oceanele Atlantic și Pacific: America de Nord și America de Sud. Ele se leagă printr-un istm care se îngustează spre sud, numit America Istmică. Acesta, împreună cu insulele din răsăritul său formează America Centrală. Ambele Americi s-ar putea încadra în câte un triunghi, nordul cu baza pe Oceanul Pacific, iar sudul pe Mediterana Americană. Între ele pătrunde un canal de apă dinspre Atlantic, mărginit de două peninsule cu dimensiuni mari: cea labradoro-apalașiană (cu insula Terranova în vârf) și cea a Braziliei (având Capul Blanco).

## Așezare

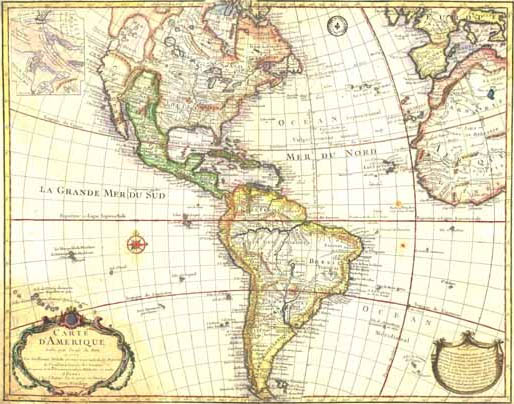
Hartă din secolul al XVIII-lea

Așezarea, în raport de meridiane și paralele, este următoarea: punctul cel mai nordic se află la 71° latitudine N, în peninsula Boothia    (promontoriul Murchison), iar cel mai sudic la 55° latitudine S, în Capul Horn. Între cele două puncte se află 16.000 de km. Împreună cu insulele din nordul Americii de Nord, continentul se întinde până la 83° latitudine N, în nordul Groenlandei. Această insulă, care este cea mai mare din lume (peste 2 mil. km²), ține, din punct de vedere geografic, de America, dar politico-administrativ, de Danemarca.
În longitudine, America de Nord este situată de o parte și de alta a meridianului de 100° V, iar America de Sud este situată de o parte și de alta a meridianului de 60° V. Lățimea maximă a ambelor continente este de 5.000 km (fără partea insulară din nord). Ecuatorul întretaie America de Sud prin partea sa nordică (aproximativ în lungul Amazonului). Tropicul Racului trece prin sudul Americii de Nord, iar Tropicul Capricornului traversează aproximativ centrul Americii de Sud.

## Istoric
America a fost descoperită în mod oficial de către Cristofor Columb, care a murit crezând că a găsit un nou drum spre India. Mai târziu, Amerigo Vespucci a dovedit contrariul ipotezei lui Columb, fiind vorba despre un nou continent al cărui nume actual este derivat din numele lui Amerigo Vespucci.